# Teorie uzlů

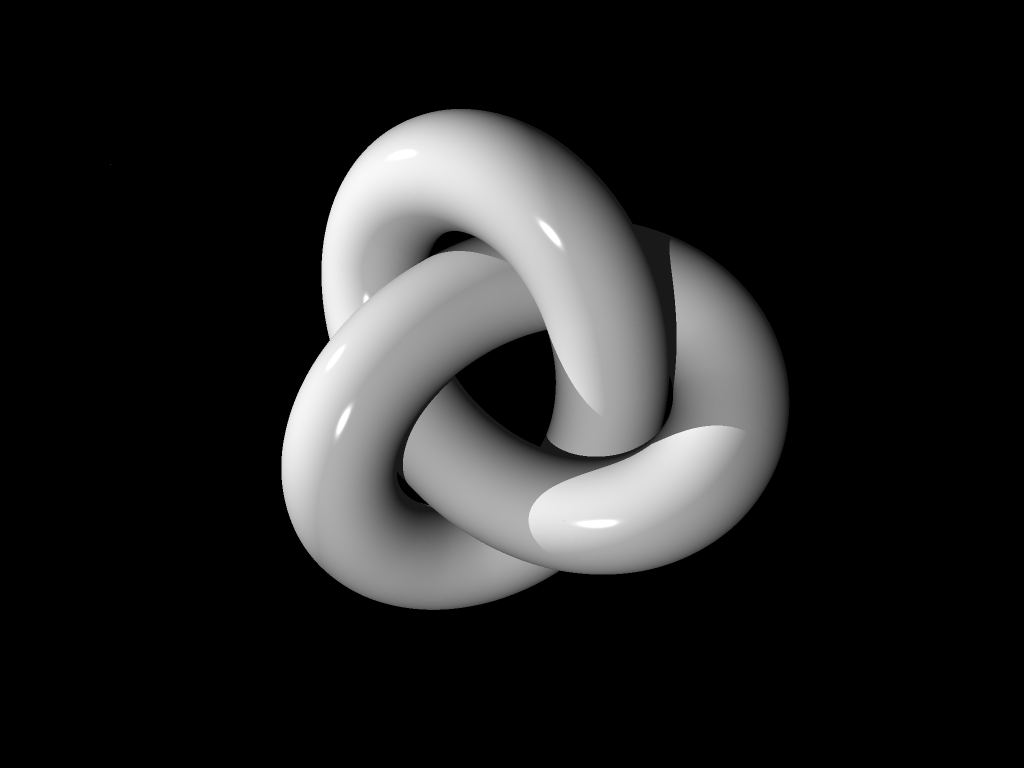
Trojrozměrné zobrazení nejjednoduššího netriviálního uzlu

Planární diagram trojlístkového uzlu

Teorie uzlů je oblast topologie zabývající se matematickými uzly. Matematický uzel je inspirovaný běžnými uzly na laně nebo tkaničkách, ale konce matematického uzlu jsou spojeny, aby nemohl být rozuzlován. Matematicky řečeno je uzel vnoření kružnice do třírozměrného Euklidovského prostoru – ℝ3. Dva matematické uzly jsou ekvivalentní, pokud může jeden být spojitě transformován do druhého pomocí deformace ℝ3, která koresponduje s manipulacemi se zauzlovaným lanem, které nezahrnují jeho přetnutí.
Uzly se mohou definovat mnoha způsoby. V závislosti na způsobu může být jeden uzel popsaný různými definicemi. Příkladem takového způsobu definice je definice planárním diagramem – jeden uzel může být planárním diagramem vyjádřen mnoha způsoby. Základním problémem teorie uzlů tedy je obecné určení, zda dva popisy uzlu reprezentují ekvivalentní uzel. Pro tuto úlohu existuje kompletní algoritmické řešení o neznámé složitosti.
Původní motivace teorie uzlů bylo vytvoření kompletní tabulky uzlů a jejich spojení (uzlů "smotaných" dohromady). Od založení teorie uzlů v 19. století do dnešního dne jich bylo evidováno přes 6 miliard.